# شينجي ساروساو
شينجي ساروساو (باليابانية: 猿澤 真治) (9 يونيو 1969 في هيروشيما في اليابان – )؛ هو لاعب كرة قدم ياباني متقاعد.

## وصلات خارجية
- شينجي ساروساو على موقع قاعدة بيانات كرة القدم.إي يو (الإنجليزية)
- شينجي ساروساو على موقع Soccerway.com (الإنجليزية)

- J.League Data Site (باليابانية)